# USS Locust (AN-22)
El USS Locust (YN-17/AN-22) fue un barco de tendido de redes de la clase Aloe construido para la Armada de los Estados Unidos durante la Segunda Guerra Mundial. Posteriormente fue transferido a la Armada francesa como Locuste (A765). Fue vendido a propietarios malasios, pero se hundió tras chocar contra un arrecife frente a la isla de Cikobia, Fiji, el 30 de julio de 1978. Estaba remolcando al antiguo buque francés Scorpion [ex USS Yew (YN-32/AN-37), también de la clase Aloe], que también se hundió.

## Hundimiento
Fue eliminado del Registro de Buques Navales de los EE. UU. el 1 de septiembre de 1962. El Locust fue vendido posteriormente a la Armada francesa, donde entró en servicio como Locuste (A765). En una etapa posterior, chocó contra un arrecife frente a la isla de Cikobia (Fiji) el 30 de julio de 1978 y se hundió.